# Orientsångare
Orientsångare (Hippolais languida) är en asiatisk fågel i familjen rörsångare (Acrocephalidae) inom ordningen tättingar. Den häckar i norra Mellanöstern och södra Centralasien. Vintertid flyttar den till Östafrika. Arten är en mycket sällsynt gäst i Europa, med hittills endast fynd i Bulgarien, Nederländerna och Cypern. IUCN kategoriserar den som livskraftig.

## Utseende
Orientsångaren är en relativt stor sångare med en kroppslängd på 14-15 centimeter. Jämfört med den liknande och vanligt förekommande eksångaren (Iduna pallida) är den något större men har framför allt längre näbb, ben och stjärt, den sistnämnda dessutom lite bredare. Huvudet är rundare och pannan brantare. Fjäderdräkten är likartad med grå ovansida och smutsvit undersida, men både stjärtpennor och vingspetsar är mörkare. Vingen har dessutom ett vitt stråk och tygeln lite ljusare.
Till skillnad från eksångaren vaggar den med stjärten ibland även i sidled och breder ut den. Likt närmaste släktingen olivsångaren (Hippolais olivetorum) glidflyger den karakteristiskt innan den landar på en ny sittplats.

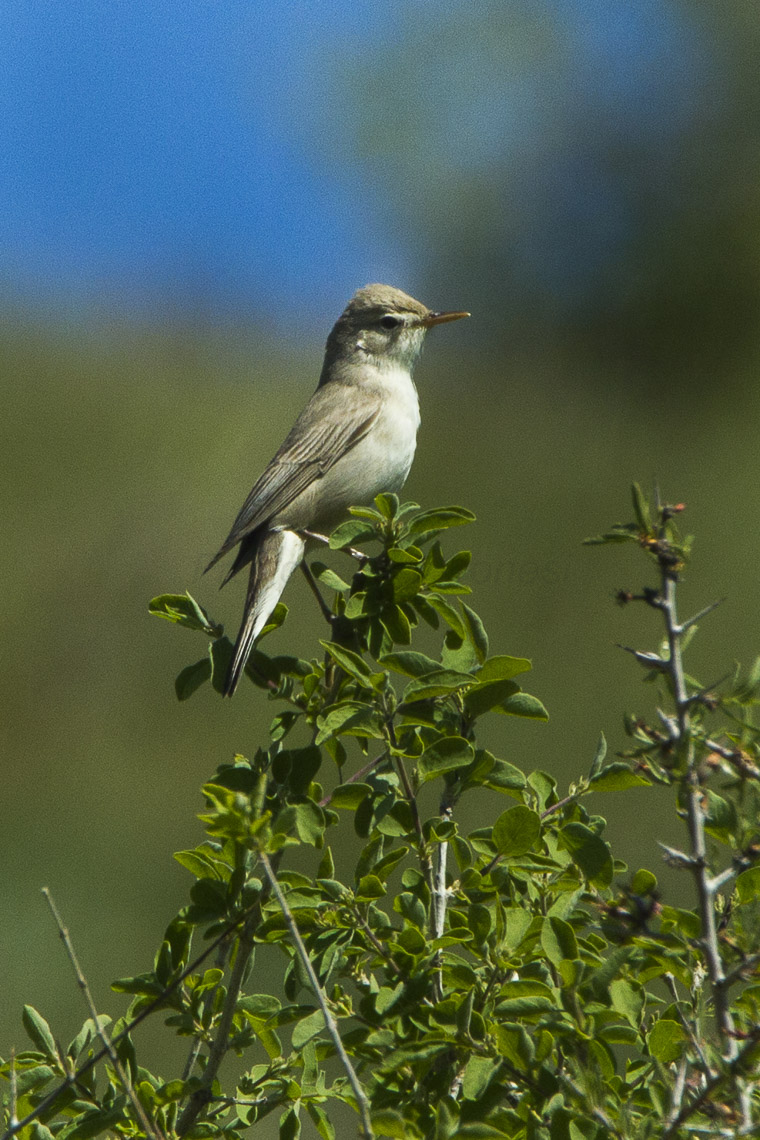
Orientsångare fotograferad i Kazakstan.

## Läten
Orientsångarens nasala, energiska sång består av upprepade fraser på samma sätt som busksångaren. Typiskt är en återkommande ljus, böjd vissling uppblandat med knattrande läten. Locklätet är ett smackande "zack", oroslätet ett torrt "trrrt" och varningslätet orent smackande "scheck scheck scheck".

## Utbredning
Fågeln häckar i norra Mellersta Östern och södra Centralasien, dels från sydcentrala Turkiet österut till Armenien, Azerbajdzjan, norra Irak och Iran och söderut genom Syrien, Libanon, Israel, Palestina och västra Jordanien,, dels från sydvästra Kazakstan och Turkmenistan österut genom bergstrakterna till Tadzjikistan, Afghanistan och sydvästra Pakistan. Arten passerar Iran och Arabiska halvön, sällsynt även Egypten, under flyttningen till övervintringsområdena i Östafrika. 
Orientsångaren är en mycket sällsynt gäst i Europa, med ett fynd från Cypern 2002, ett från Bulgarien 2017 och det första fyndet i västra Europa i 12 oktober till 4 november i holländska Wijdewormer. Den har även observerats i europeiska delen av Turkiet.

## Systematik
Orientsångare behandlas som monotypisk, det vill säga att den inte delas in i några underarter. Genetiska studier visar att den är närmast släkt med olivsångaren (H. olivetorum).

### Familjetillhörighet
Rörsångarna behandlades tidigare som en del av den stora familjen sångare (Sylviidae). Genetiska studier har dock visat att sångarna inte är varandras närmaste släktingar. Istället är de en del av en klad som även omfattar timalior, lärkor, bulbyler, stjärtmesar och svalor. Idag delas därför Sylviidae upp i ett flertal familjer, däribland Acrocephalidae.

## Levnadssätt

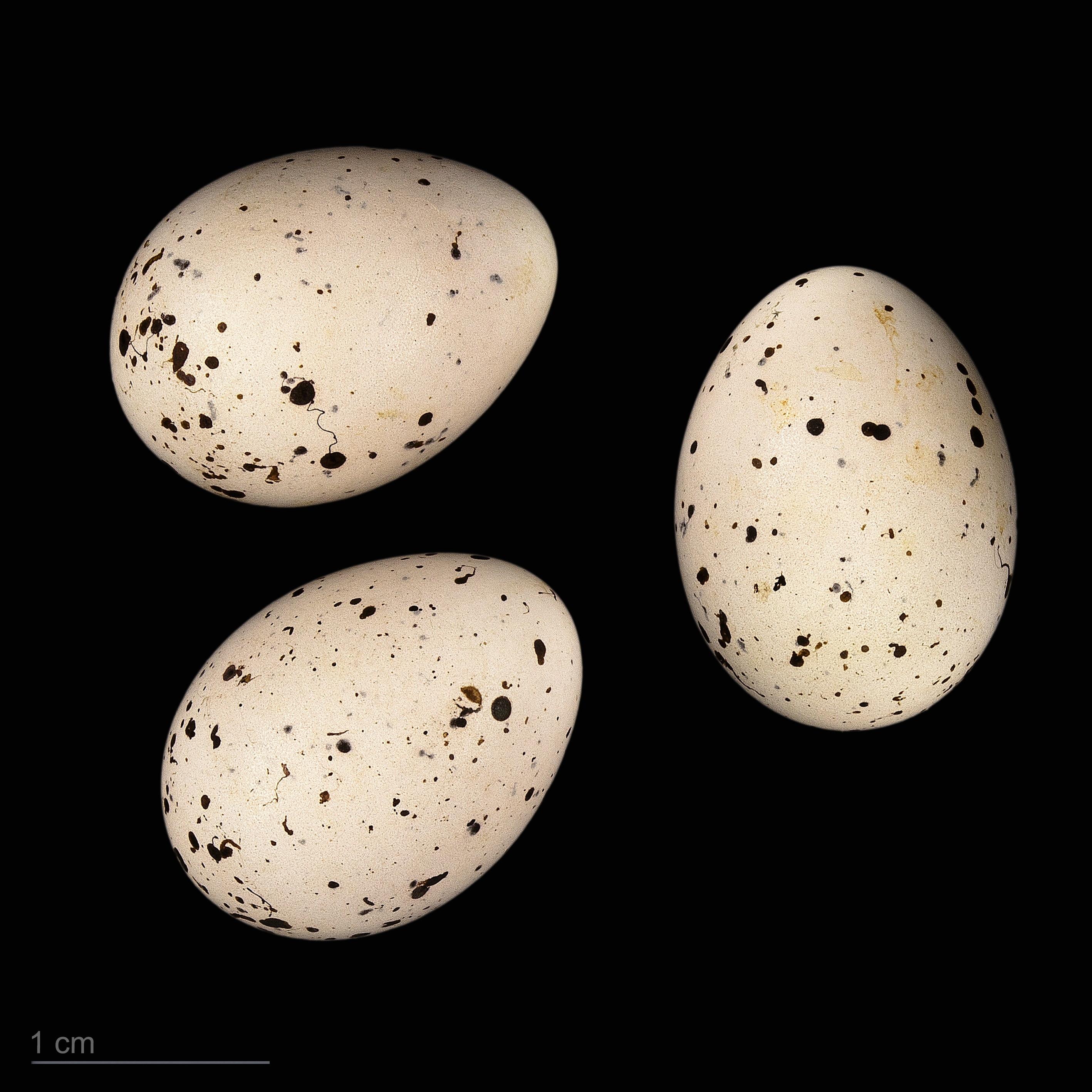
Ägg från orientsångare.

Fågeln häckar på torr och karg mark i höjdlägen eller på sluttningar i floddalar, i buskmarker och odlingar. Den föredrar träd och högväxta buskar. Häckning sker mellan april och juli. Arten lägger den tre till fyra ägg i ett prydligt skålformat bo placerat i en grenklyka. Den tros leva främst av insekter och andra ryggradslösa djur.

## Status och hot
Arten har ett stort utbredningsområde och en stor population med okänd utveckling. Utifrån dessa kriterier kategoriserar IUCN arten som livskraftig (LC). Världspopulationen uppskattas till mellan 245 000 och drygt 600 000 vuxna individer.